# Morfeusz (Matrix)
Morfeusz – postać fikcyjna, bohater trylogii filmowej Matrix, kapitan statku Nabuchodonozor. W jego rolę wcielił się amerykański aktor Laurence Fishburne.

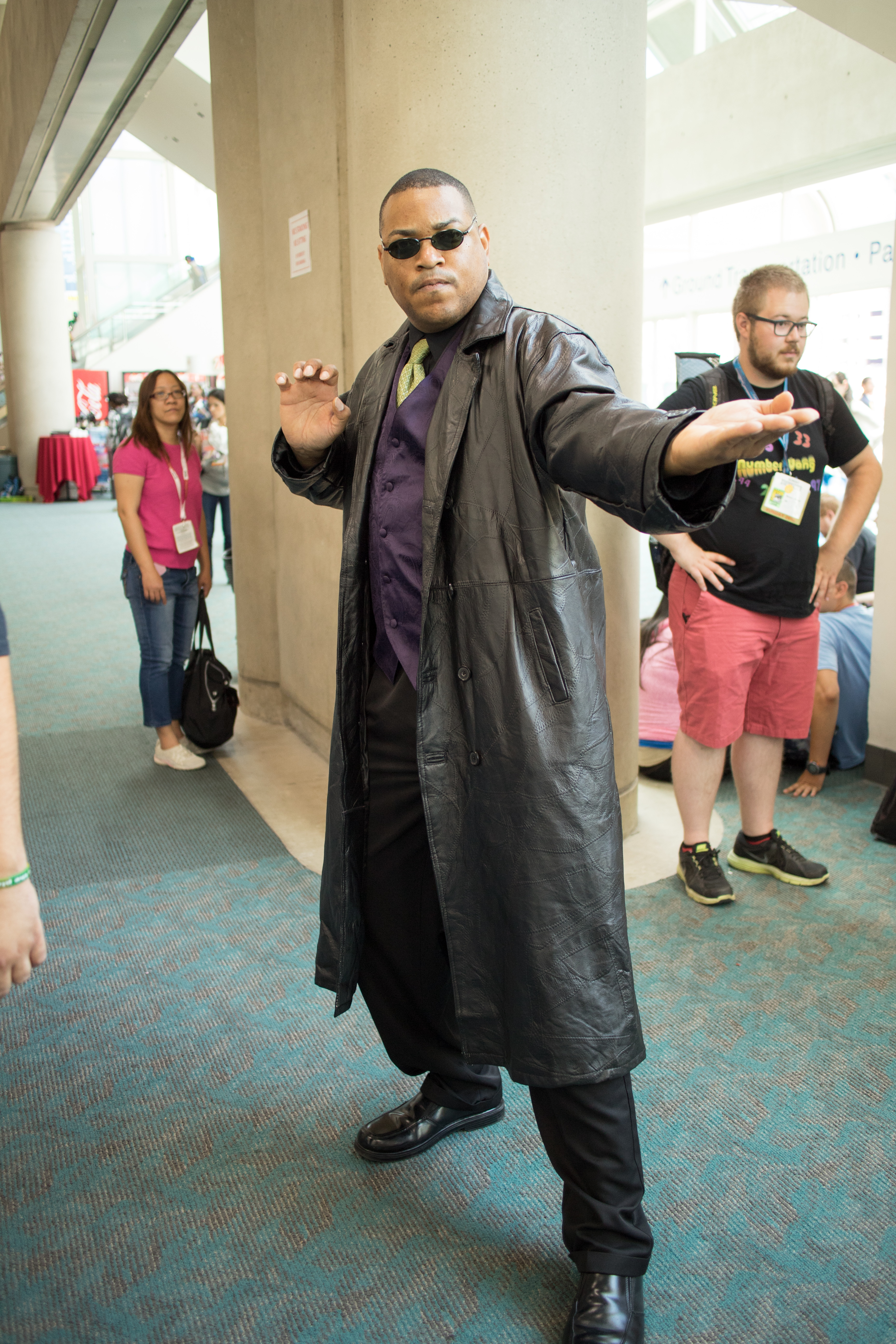
Cosplay Morfeusza

Morfeusz, będący jedną z najpopularniejszych postaci w Syjonie, ostatnim bastionie ludzi walczących przeciwko maszynom panującym na Ziemi. Swoją popularność zawdzięczał m.in. poszukiwaniom (i odnalezieniu) przepowiedzianego przez Wyrocznię Wybrańca, którym okazał się Neo. Prowadzone przez niego poszukiwania stały się powodem uznania go w wirtualnym świecie Matriksa za niebezpiecznego terrorystę.
Morfeusz to przykład podwładnego, który łamie rozkazy, jeśli uważa to za stosowne. Przykładem może być pozostawienie jednego statku na pozycji, by oczekiwał on kontaktu z Wyrocznią, podczas gdy dowódca obrony Syjonu zażądał powrotu wszystkich okrętów do miasta. Morfeusz był w związku z kapitan Niobe, jednak po spotkaniu z Wyrocznią, partnerka rozstała się z nim na rzecz komandora Locka, doprowadzając do długotrwałego konfliktu między nimi.
W grze The Matrix: Path of Neo Fishburne, jako jedyny z głównej obsady trylogii filmowej, powrócił do swej roli, podkładając głos postaci Morfeusza.
Laurence Fishburne pojawił się jako Morfeusz także w reklamie Kii, parodiując scenę, w której Neo dowiaduje się, że żyje w Matriksie.
Rolę Morfeusza proponowano także Russellowi Crowe'owi, który ją jednak odrzucił.